# Itzurun
La playa Itzurun o San Telmo está situada entre las puntas de Marianton y Algorri, en el municipio guipuzcoano de Zumaya, País Vasco. En la playa se grabaron escenas de la serie Juego de tronos.

## Estratotipos de las bases del Selandiense y del Thanetiense
En los afloramientos rocosos de la playa, la Unión Internacional de Ciencias Geológicas ha establecido la sección y punto de estratotipo de límite global de las bases de los pisos Selandiense (datada en ~61,6 millones de años) y Thanetiense (datada en 59,2 millones de años), segundo y tercero del Paleoceno, respectivamente, referentes mundiales para estas unidades cronoestratigráficas de la escala temporal geológica.